# Disneyland Park (Paris)
Koordinaten: 48° 52′ 21″ N, 2° 46′ 34″ O
Der Disneyland Park, ehemals bekannt als Euro Disneyland (1992–1994) und Disneyland Paris (1994–2002), ist ein Themenpark im Stadtteil Val d’Europe in Marne-la-Vallée, Frankreich. Er ist Teil des Disneyland Paris Resorts. Der Park wurde von Walt Disney Imagineering entworfen, wobei er sich an den Konzepten des Disneyland Park in Anaheim, Kalifornien, sowie des Magic Kingdom im Walt Disney World Resort in Florida orientiert.
Mit einer Fläche von 57 Hektar ist der Disneyland Park der zweitgrößte Disney-Themenpark weltweit (nach dem Shanghai Disneyland Park), basierend auf dem ursprünglichen Konzept des kalifornischen Disneyland. Der Park gehört mehrheitlich der Walt Disney Company, die 97,08 % der Anteile über die Tochtergesellschaft Euro Disney SCA hält.
Das Wahrzeichen des Parks ist das Dornröschen-Schloss (Château de la Belle au Bois Dormant), eine Nachbildung des Märchenschlosses aus Disneys 1959 erschienenen Zeichentrickfilm Dornröschen. Es dient als zentrales Symbol des Parks und befindet sich im Herzen des Disneyland Parks, umgeben von den verschiedenen Themenbereichen des Parks.
Seit seiner Eröffnung im Jahr 1992 hat sich der Disneyland Park kontinuierlich weiterentwickelt, mit neuen Attraktionen, Paraden und saisonalen Events, die regelmäßig hinzugefügt werden. Der Park ist heute nicht nur ein bedeutendes touristisches Ziel in Europa, sondern auch ein wichtiger Bestandteil der Disney Parks weltweit.

## Widmung
Folgende Widmung von Michael D. Eisner, dem früheren Vorstand der Walt Disney Company, kann im Disneyland Park auf dem Town Square gefunden werden:

“To all who come to this happy place, welcome. Once upon a time… a master storyteller, Walt Disney, inspired by Europe's best loved tales, used his own special gifts to share them with the world. He envisioned a Magic Kingdom where these stories would come to life, and called it Disneyland. Now his dream returns to the land that inspired it. Euro Disneyland is dedicated to the young and the young at heart… with the hope that it will be a source of joy and inspiration for all the world.”

„An alle, die zu diesem glückseligen Ort kommen: Willkommen. Es war einmal... ein meisterhafter Geschichtenerzähler, Walt Disney, inspiriert von Europas meistgeliebten Märchen, nutzte seine eigene besonderen Gaben um sie mit der Welt zu teilen. Er stellte sich ein magisches Königreich vor, in dem Geschichten zum Leben erwachen würden, und nannte es Disneyland. Jetzt kehrt sein Traum in das Land zurück, welches ihn inspiriert hat. Euro Disneyland ist den Jungen und Junggebliebenen gewidmet... In der Hoffnung, dass es eine Quelle der Freude und Inspiration für die ganze Welt sein wird.“

## Geschichte

### Entwicklung des Parks
Der Disneyland Park in Paris, ursprünglich als Euro Disneyland bekannt, wurde nach intensiven Verhandlungen und Planungen von der Walt Disney Company in den 1980er Jahren in Frankreich realisiert. Der Grundstein für das Projekt wurde 1984 gelegt, als Disney ernsthaft begann, einen europäischen Standort zu suchen, wobei Frankreich und Spanien die Hauptkonkurrenten waren. Nach der Entscheidung für Frankreich fiel die Wahl auf die Region Marne-la-Vallée, etwa 30 km östlich von Paris. 1987 wurde ein Vertrag zwischen der französischen Regierung und Disney unterzeichnet, der den Bau des Parks ermöglichte. Der Disneyland Park öffnete seine Tore am 12. April 1992 und wurde zu einem bedeutenden Teil des Euro Disney Resorts. Mit einer Fläche von 57 Hektar basiert der Park auf dem Konzept des Disneyland Parks in Kalifornien und dem Magic Kingdom in Florida und zieht seitdem Millionen von Besuchern aus aller Welt an.

### Entwicklungen seit Eröffnung des Parks
Der Disneyland Park in Paris eröffnete am 12. April 1992 seine Tore und zog im ersten Betriebsjahr 10 Millionen Besucher an. Im Jahr 1993 sank die Besucherzahl auf 9,8 Millionen, trotz der Eröffnung neuer Attraktionen wie Pirouettes du Vieux Moulin und Indiana Jones et le Temple du Péril. 1994 setzten sich die rückläufigen Zahlen mit 8,8 Millionen fort, jedoch brachte das Jahr 1995 durch die Eröffnung von Space Mountain: De la Terre à la Lune eine deutliche Steigerung, die zu 10,7 Millionen Besuchern führte.
1996 stieg die Besucherzahl weiter auf 11,7 Millionen, und im Jahr 1997, zum 5. Geburtstag des Parks, wurde mit 12,6 Millionen ein neuer Rekord aufgestellt. 1998 und 1999 hielten die Zahlen stabil bei etwa 12,5 Millionen, mit weiteren Erweiterungen wie der 4D-Attraktion Chérie, j'ai rétréci le public. 2000 führte die Einführung des FastPass-Systems zu einer leichten Verringerung der Besucherzahl auf 12 Millionen, die jedoch zwischen 1996 und 2001 konstant blieb.
Im Jahr 2002, zum 10. Jubiläum, verzeichnete der Park einen Rückgang auf 10,3 Millionen Besucher, bedingt durch die Eröffnung des Walt Disney Studios Parks und die Auswirkungen der 9/11-Anschläge auf den Tourismus. 2003 und 2004 war die Besucherzahl mit 10,2 Millionen stabil, während 2005 die Umgestaltung von Space Mountain zu Space Mountain: Mission 2 eine kleine Steigerung auf 10,6 Millionen brachte. 2007, zum 15. Jubiläum, stieg die Zahl auf 12 Millionen, und 2008 sowie 2009 verzeichnete der Park mit 12,7 Millionen Besuchern zwei Rekordjahre.
Ab 2010 begann die Besucherzahl zu sinken, und 2012, zum 20. Jubiläum, stieg sie nur leicht auf 11,2 Millionen. Die Renovierungsphase vor den 25 Jahren des Parks begann 2015, als die Zahl auf 9,8 Millionen zurückging. 2016, beeinflusst von den Terroranschlägen in Paris und einem Rückgang des Tourismus, erreichte der Park mit nur 8,4 Millionen die geringste Besucherzahl seit seiner Eröffnung.
2017, im Rahmen des 25. Jubiläums, konnte der Park seine Zahlen wieder stabilisieren und erreichte 9,6 Millionen Besucher. 2018 und 2019 zeigte der Park eine leichte Verbesserung, mit 9,8 Millionen beziehungsweise 9,745 Millionen Besuchern.
Im Jahr 2020 war der Park aufgrund der COVID-19-Pandemie mehrere Monate lang geschlossen, was zu einem dramatischen Rückgang der Besucherzahlen führte. Nur 2,62 Millionen Menschen besuchten den Park, was einen Rückgang von 73 % im Vergleich zum Vorjahr darstellt. 2021, nach einer weiteren längeren Schließung, konnte der Park wieder Gäste empfangen und verzeichnete 3,5 Millionen Besucher, trotz der weiterhin bestehenden Einschränkungen und reduzierten Kapazitäten.

## Konzeption
Der Disneyland Park ist ein „verzaubertes Königreich“, das von Walt Disney Imagineering entworfen wurde, einer Tochtergesellschaft von Disney, die für die Planung und Aufsicht über den Bau von Disney-Themenparks und -Attraktionen verantwortlich ist. Wie Disneyland in Kalifornien folgt auch der Disneyland Park einem radialen Plan auf einer Fläche von mehr als 520.000 m², der eine perfekte Organisation um sein zentrales Wahrzeichen bietet.
Das Schloss von Dornröschen, das Symbol des Parks, stellt eine der markantesten architektonischen Besonderheiten im Vergleich zu den anderen Disney-Parks dar. Obwohl es vom Disneyland-Schloss inspiriert ist, hebt sich dieses durch seine extravagante Architektur hervor, die sich an den Très Riches Heures des Herzogs von Berry und an den aufragenden Mont-Saint-Michel-Abbey orientiert. Im Gegensatz zu den realistischeren Schlössern in den anderen Disney-Parks, wurde das Schloss von Disneyland Paris weniger realistisch, dafür jedoch deutlich zauberhafter gestaltet.
Der Eingang des Parks erfolgt über die Fantasia Gardens vor dem Disneyland Hotel, ein Gartengelände mit einem zentralen Teich. 64 Schalter unter dem Hotel ermöglichen den Zugang zum Park über den Main Street, USA Bahnhof.

## Themenbereiche

Themenbereiche
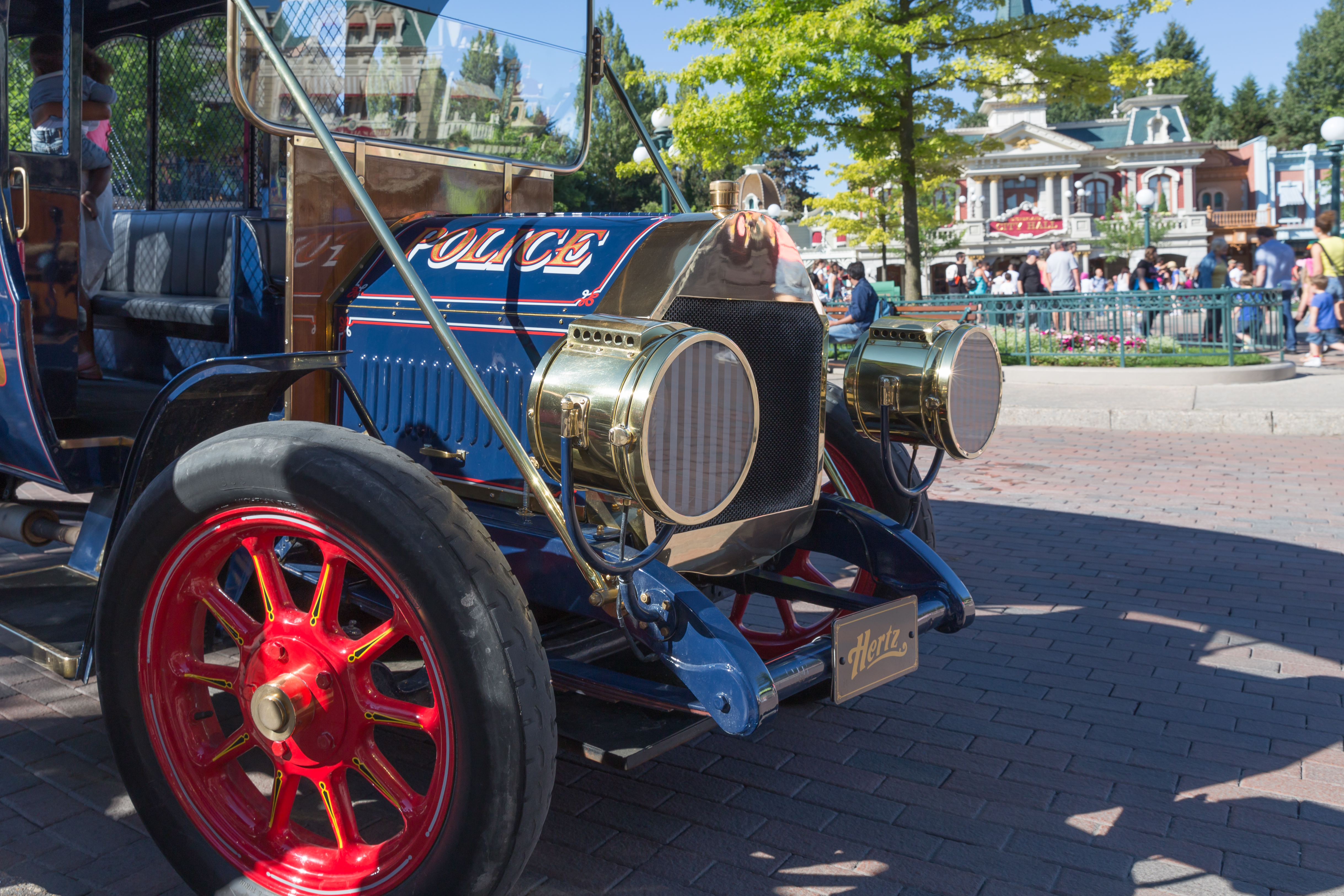
Main Street, U.S.A.
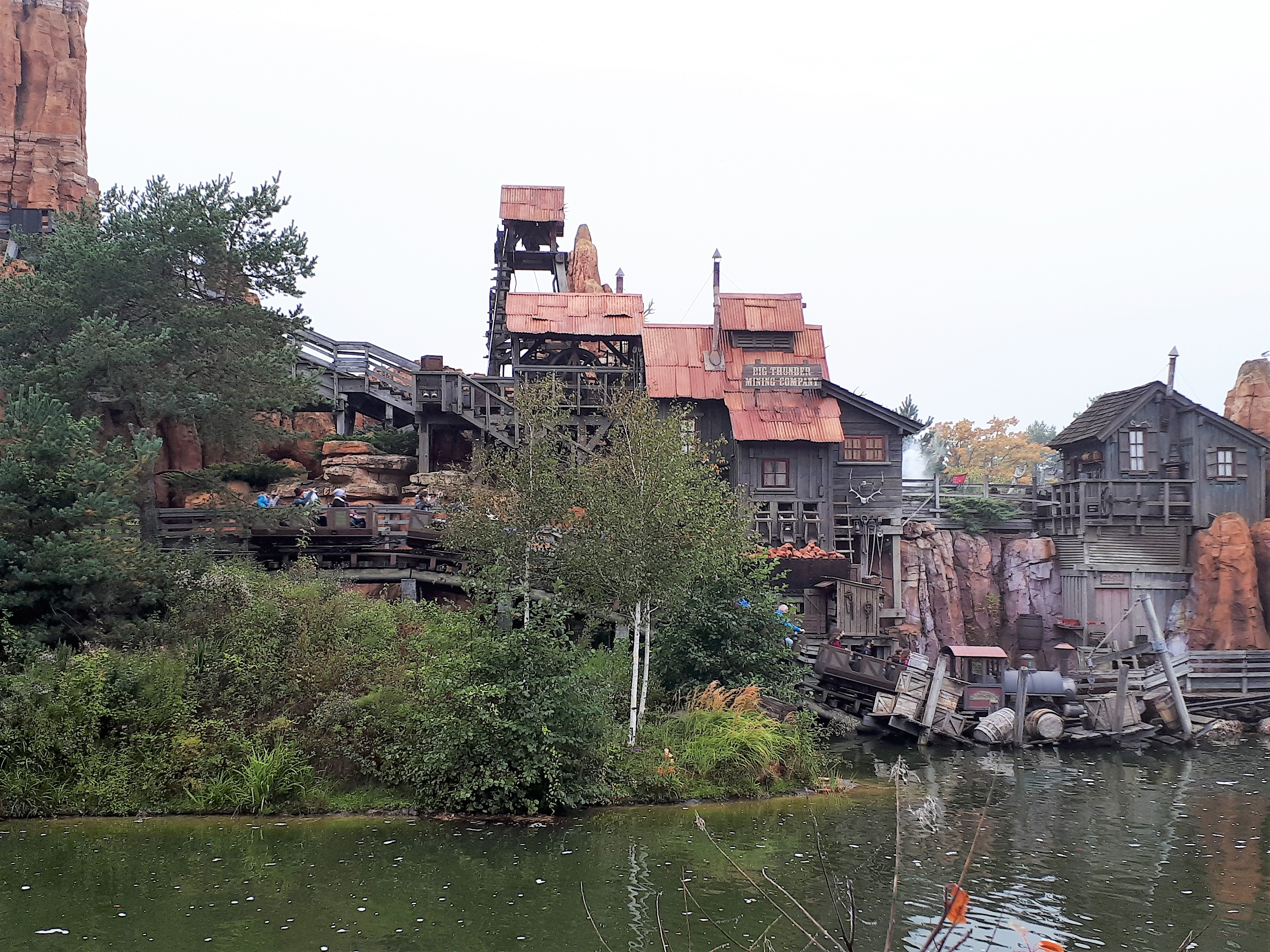
Frontierland
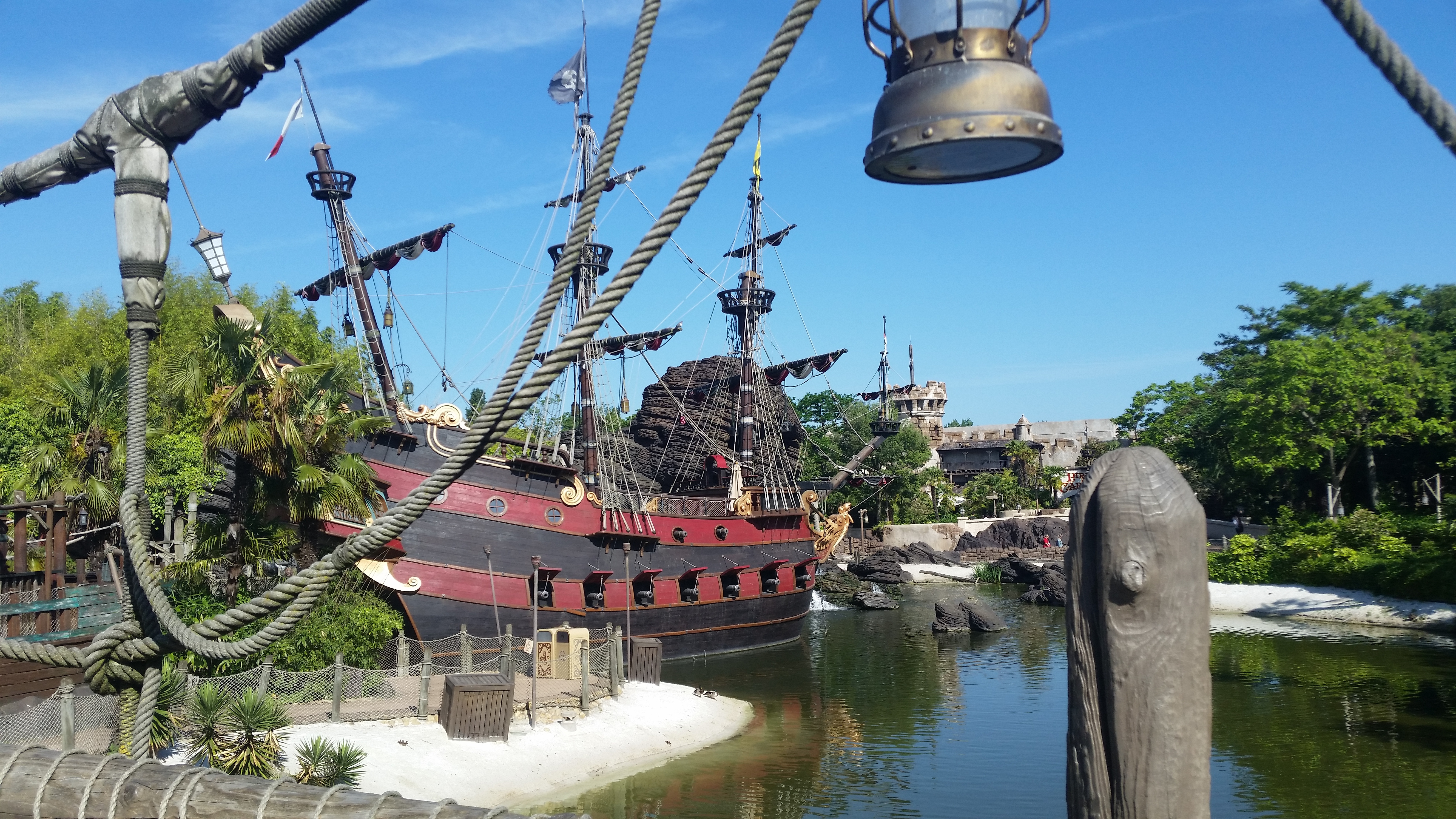
Adventureland
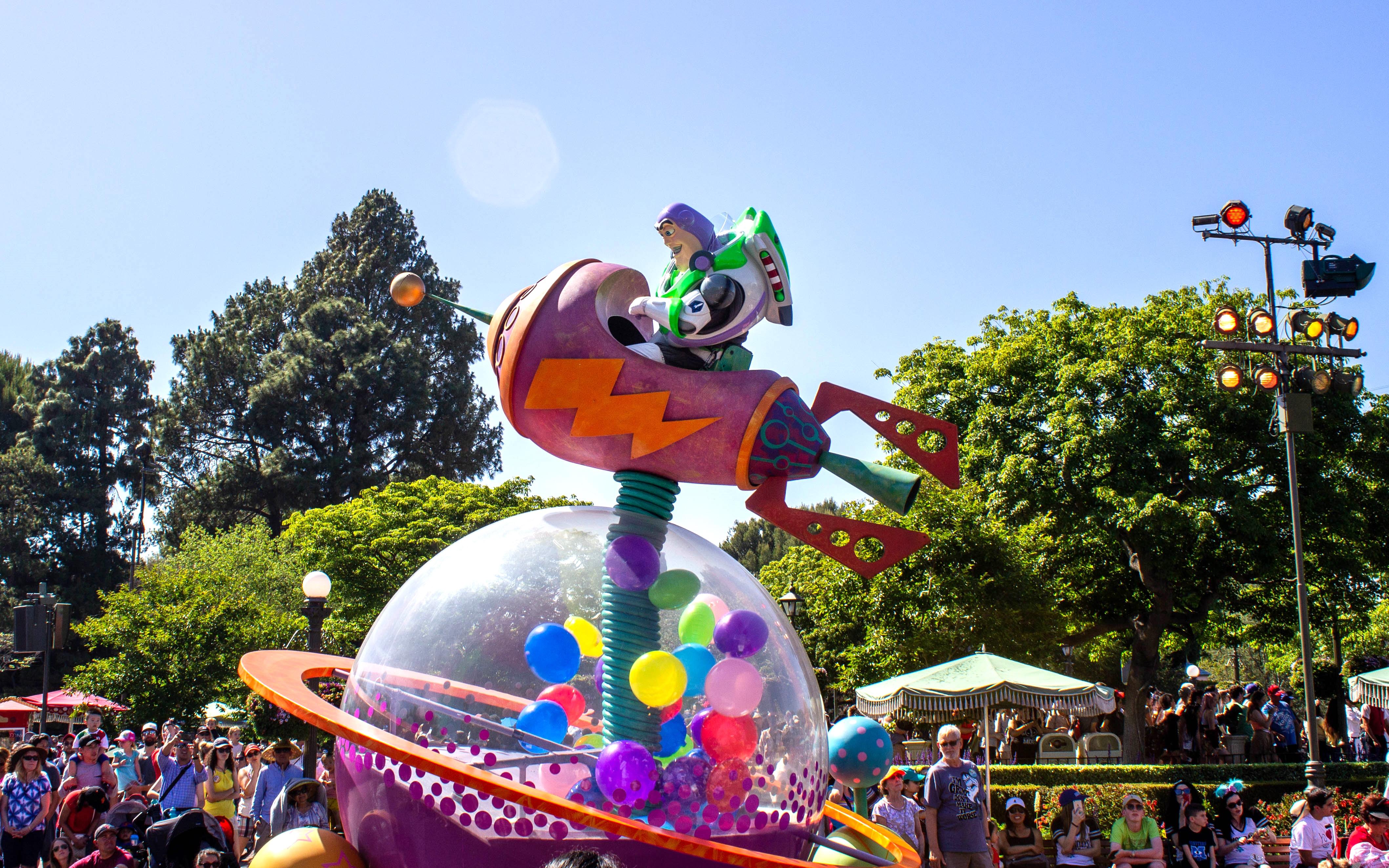
Discoveryland

### Main Street U.S.A
Main Street, USA ist die zentrale Straße im Disneyland Park, die sich hinter dem Bahnhof des Disneyland Railroad befindet. Sie umfasst eine Reihe von Geschäften und Restaurants und führt die Besucher auf den Town Square. Im Vergleich zu Disneyland in Kalifornien ist das Thema dieser Straße etwa zehn Jahre jünger, was sich unter anderem durch die Präsenz von elektrischen Lampen am Ende der Straße bemerkbar macht. Eine ungewöhnliche Besonderheit ist die Verwendung der Silhouette des Dornröschen-Schlosses von Disneyland als Fassade des Gebäudes Main Street Transportation Co., das sich rechts auf dem Town Square befindet. Dieses Gebäude dient als Garage und Stall für die Fahrzeuge von Main Street.

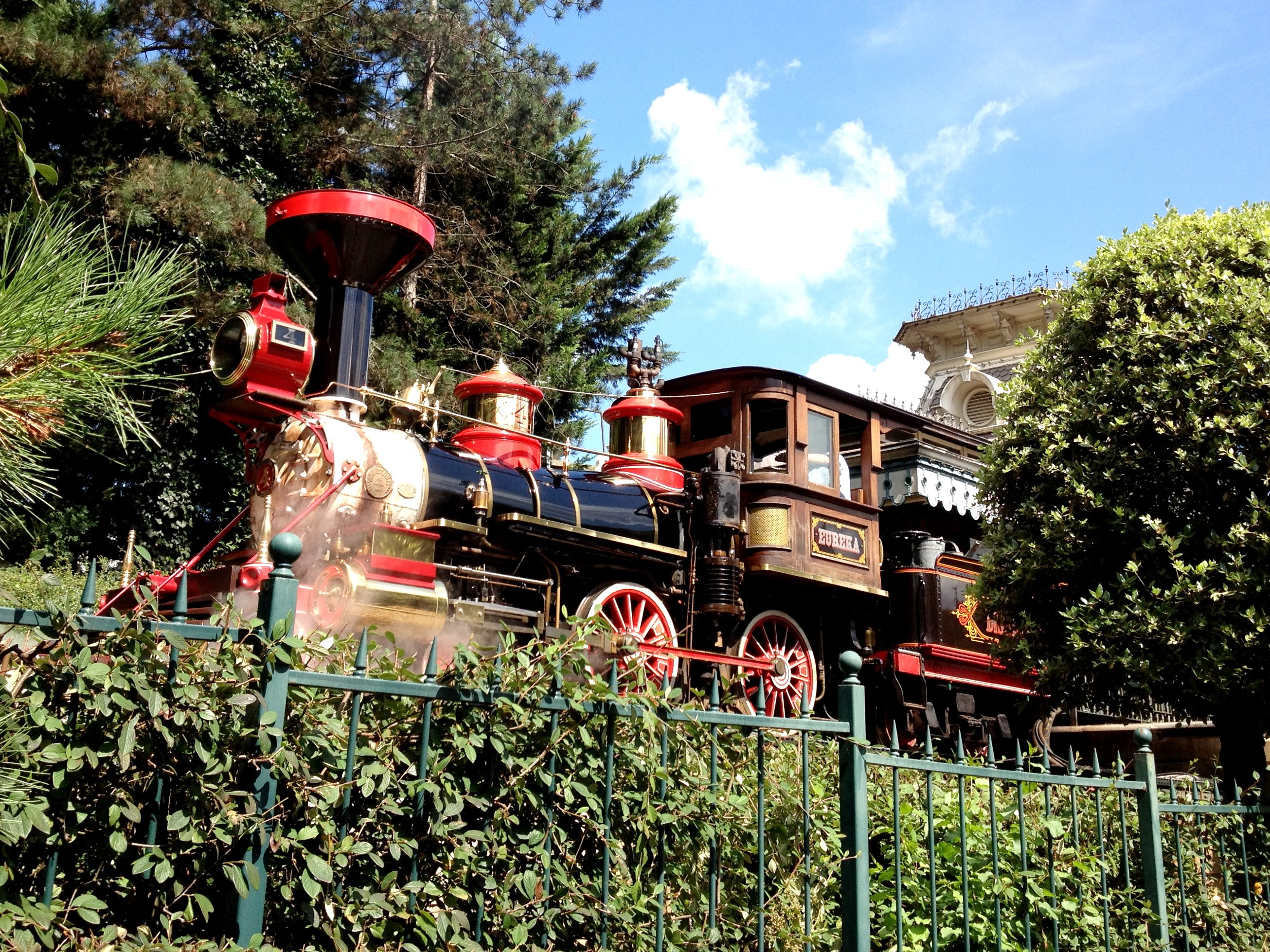
Disneyland Railroad

Wie in den anderen Disney-Parks befindet sich auch hier der Emporium-Laden links und der Fotostudio rechts. Die weiteren Geschäfte sind ebenfalls wie in anderen Parks angeordnet. Ein interessantes Detail, das auf die Bedeutung der Kulinarik im Park hinweist, ist die Präsenz eines Restaurants an jeder Ecke der letzten beiden Straßenblöcke. Auf der einen Seite der Straße befinden sich das Walt's und das Market House Deli/Cable Car Bake Shop-Cookie Kitchen, während auf der anderen Seite der Casey's Corner (links) und das Victoria’s Home-Style Restaurant/Gibson Girl Ice Cream Parlour (rechts) mit Terrassen auf den zentralen Platz des Schlosses gelegen sind.
Am Ende der Straße befindet sich der Central Plaza, der zentrale Platz des Parks. In der Regel wird dieser Platz mit Blumen geschmückt. Der Platz hat jedoch viele Veränderungen durchlaufen, besonders während der saisonalen Feiern. So gab es hier etwa zu Weihnachten eine Eisskulptur von Mickey als Zauberer, riesige leuchtende Weihnachtskugeln in den Beeten, eine riesige Kürbis-Skulptur mit einem Schminkstand oder sogar eine Nachbildung des Hauses der Löwen aus dem „König der Löwen“-Land zur Einführung der Show „La Légende du Roi Lion“. Gelegentlich werden auch Bühnen aufgebaut, auf denen verschiedene Shows stattfinden, unter anderem zu St. Patrick’s Day (zuvor gab es hier eine irische Tanzshow, heute im Théâtre du Château), zu Weihnachten (mit einer Zeremonie zur Beleuchtung der Main Street- und Schlossdekorationen) oder kürzlich zum 25. Jubiläum des Parks.
Eine weitere Besonderheit von Main Street, USA ist, dass es der einzige Landbereich ist, in dem Besucher hinter die Geschäfte gehen können. Auf beiden Seiten der Straße gibt es überdachte Passagen – auf der linken Seite die Liberty Arcade und auf der rechten Seite, in Richtung Discoveryland, die Discovery Arcade. Diese markante Abweichung von der kalifornischen Version des Landbereichs wurde aufgrund des gemäßigten Klimas in Frankreich umgesetzt. Die Designer wollten den Besuchern eine komfortable Rückzugsmöglichkeit bieten, falls es regnet.
Main Street, USA ist außerdem ein Hommage an die Schöpfer des Parks, was durch die Fenster im oberen Stockwerk der Gebäude sichtbar wird. Diese Fenster tragen Werbetexte, die die Künstler als Geschäftsleute oder freie Berufe darstellen.
Die amerikanischen Flaggen, die über den Gebäuden wehen, tragen nur 48 Sterne – nicht 50, wie man es heute erwarten würde, da die Vereinigten Staaten zu Beginn des 20. Jahrhunderts nur 48 Bundesstaaten hatten.

#### Attraktionen
- Disneyland Railroad: Diese Fahrt mit einer Dampflok, die rund um den Park fährt, bietet den Besuchern einen panoramischen Ausblick auf Disneyland Paris. Die Attraktion umfasst vier Bahnhöfe: Main Street Station, Frontierland Depot, Fantasyland Station und Discoveryland Station. Die Main Street Station, die sich am Eingang von Main Street, USA und vor dem Disneyland Hotel befindet, ist der Hauptbahnhof der Strecke. Ihre Architektur ist im viktorianischen Stil gehalten und ein Hommage an die Vergangenheit Amerikas.
- Disney Stars on Parade: Eine große Parade mit aufwendig dekorierten Wagen und berühmten Disney-Figuren, die verschiedene Themen aus dem Disney-Universum präsentiert. Sie findet täglich um 17:30 Uhr statt und bietet den Besuchern ein farbenfrohes und lebhaftes Spektakel. [Bedeutung umstritten]
- Disney Electrical Sky Parade: Diese nächtliche Show kombiniert Drohnen, Musik und Projektionen, um eine fesselnde und magische Erfahrung zu bieten. Sie wird jeden Abend zehn Minuten vor dem Disney Dreams!-Spektakel präsentiert. [Bedeutung umstritten]
- Disney Dreams!: Ein großes nächtliches Spektakel, das Feuerwerk, Musik und Projektionen vereint und jeden Abend zur Parkschließung stattfindet. Diese Show ist eines der Highlights des Abends in Disneyland Paris und begeistert die Zuschauer mit spektakulären visuellen Effekten. [Bedeutung umstritten]
- Liberty Arcade: Diese Arcade befindet sich auf der linken Seite von Main Street, USA, beim Betreten des Parks, und führt die Besucher auf eine Reise in die Vergangenheit, indem sie die historischen Verbindungen zwischen Frankreich und den USA darstellt. Sie dient auch als Übergang zur Discovery Arcade auf der rechten Seite, die die Visionen und technologischen Innovationen der damaligen Zeit zeigt.
- Main Street Vehicles: Eine Sammlung von Fahrzeugen aus dem frühen 20. Jahrhundert, einige motorisiert, andere von Pferden gezogen, die die Besucher durch Main Street, USA fahren können. Diese Fahrzeuge verleihen der Retro-Atmosphäre des Parks einen besonderen Charme und bieten einen alternativen Blick auf Main Street.

### Frontierland
Frontierland im Disneyland Park ist dem Thema des amerikanischen Wilden Westens gewidmet. Die Besucher werden eingeladen, in die Welt der fiktiven Stadt Thunder Mesa einzutauchen, die von einer Goldgräberstadt im Westen inspiriert wurde. Alle Attraktionen in Frontierland tragen zur Geschichte und Atmosphäre dieser Stadt bei.
Der Hauptzugang zu Frontierland erfolgt über den Fort Comstock, ein traditionelles Holz-Fort, das eine Ausstellung über Davy Crockett namens Legends of the Wild West beherbergt. Alternativ kann man Frontierland auch durch die Station Frontierland Depot des Disneyland Railroad erreichen. Beim Betreten des Parks über den Fort Comstock gelangt man zu einer kleinen Platzanlage, die auf der linken Seite das The Lucky Nugget Saloon beherbergt, wo regelmäßig Shows stattfinden, sowie das Last Chance Café. Auf der rechten Seite befinden sich drei Geschäfte – Tobias Norton & Sons, Bonanza Outfitters und Eureka Mining Supplies –, die als Teil des Thunder Mesa Mercantile Building Souvenirs aus dem Wilden Westen anbieten.
Diese kleine Platzlandschaft öffnet sich zu den Rivers of the Far West, entlang derer ein Spaziergang führt. Wenn man nach links geht, erreicht man das Spukhaus Phantom Manor, während man nach rechts zu Big Thunder Mountain gelangt.
Am Weg zum Phantom Manor befindet sich das Dock Thunder Mesa Riverboat Landing, von dem aus man eine Bootsfahrt auf dem Fluss unternehmen kann. Die Boote Molly Brown und Mark Twain bieten die Möglichkeit, die Szenerie des Wilden Westens zu genießen.
Weiter entlang des Flusses liegt ein kleiner Friedhof am Fuße des Phantom Manor, von dem aus man sowohl die Big Thunder Mountain als auch ein Felsenmassiv betrachten kann, das von den sulfatreichen Gesteinsformationen um die Yellowstone-Geysire inspiriert wurde. Der Friedhof enthält auch ein Dinosaurierskelett, vermutlich eines Allosaurus, sowie zwei Geysire, die die so genannten Mammutfüße (Mammoth Feet) zieren. Links vom Phantom Manor befindet sich das Restaurant Silver Spur Steakhouse, in dem vor den Augen der Gäste Fleisch auf offener Flamme gegrillt wird. Im Zentrum von Frontierland erhebt sich Big Thunder Mountain, eine Nachbildung der Thunder Mesa Goldmine. Um zu dieser Achterbahnfahrt zu gelangen, muss man einfach den See am rechten Rand des Forts entlanggehen. Vor dem Betreten der Mine können die Besucher ihr Schießgeschick in der Rustler Roundup Shootin' Gallery testen, einer Zielschießstation im Wildwest-Stil. Vor der Mine ändert sich die Atmosphäre und erinnert an Mexiko. Das Restaurant Fuente del Oro Restaurante war bei der Eröffnung des Parks ein Schauplatz für Auftritte von Zorro und bietet heute mexikanische Küche an.
Der Weg führt weiter bis zum Ende von Frontierland, wo sich das Frontierland Depot des Disneyland Railroad befindet. Entlang des Weges findet man die Cowboy Cookout Barbecue, eine weitere Essensstation, und einen kleinen Pfad, der zum Pueblo Trading Post und zum Frontierland Playground führt, einem Spielplatz, der 1996 am Flussufer errichtet wurde, unweit des ehemaligen Anlegestegs der Indian Canoes, die 1994 eingestellt wurden. Direkt neben dem Frontierland Depot befindet sich das Geschäft Forest Treasures, das seit 2017 geschlossen ist, sowie das Frontierland Theater, in dem die Show Le Roi Lion et les Rythmes de la Terre (Der König der Löwen: Rhythmen der Savanne) aufgeführt wird.

#### Attraktionen
- Big Thunder Mountain: Big Thunder Mountain ist eine Achterbahn, die sich auf einer Insel in Frontierland befindet. Sie ist in einem Wildwest-Design mit felsigen Erhebungen, die von den Gebirgsketten des amerikanischen Westens inspiriert sind, gestaltet. Die Mindestgröße für diese Attraktion beträgt 1,02 m.

- Phantom Manor: Phantom Manor ist eine schaurige, fahrbare Attraktion, die Besucher durch ein Spukhaus führt, das von der Architektur San Franciscos inspiriert wurde. Diese Attraktion bietet eine spannende Kombination aus gruseligen Szenen und fortschrittlicher Technologie.

- Thunder Mesa Riverboat Landing: Thunder Mesa Riverboat Landing ist der Ausgangspunkt für eine Bootsfahrt auf dem Fluss in Frontierland. Die Besucher steigen in ein Dampfschiff im Stil der alten New Orleans-Ära, um die Landschaft von Frontierland vom Wasser aus zu erleben.

- Legends of the Wild West: Legends of the Wild West ist eine Ausstellung, die den Besucher durch das Fort Comstock im Wilden Westen führt. Der thematische Rundgang bietet Einblicke in die Geschichte und Legenden des Far West, insbesondere über die Figur von Davy Crockett.

- Rustler Roundup Shootin' Gallery: Die Rustler Roundup Shootin' Gallery ist ein Schießstand im Wildwest-Stil, bei dem Besucher gegen eine Gebühr ihre Schießfertigkeiten mit einer Spielzeugwaffe unter Beweis stellen können. Es ist eine interaktive Attraktion, die eine Menge Spaß für die ganze Familie bietet.

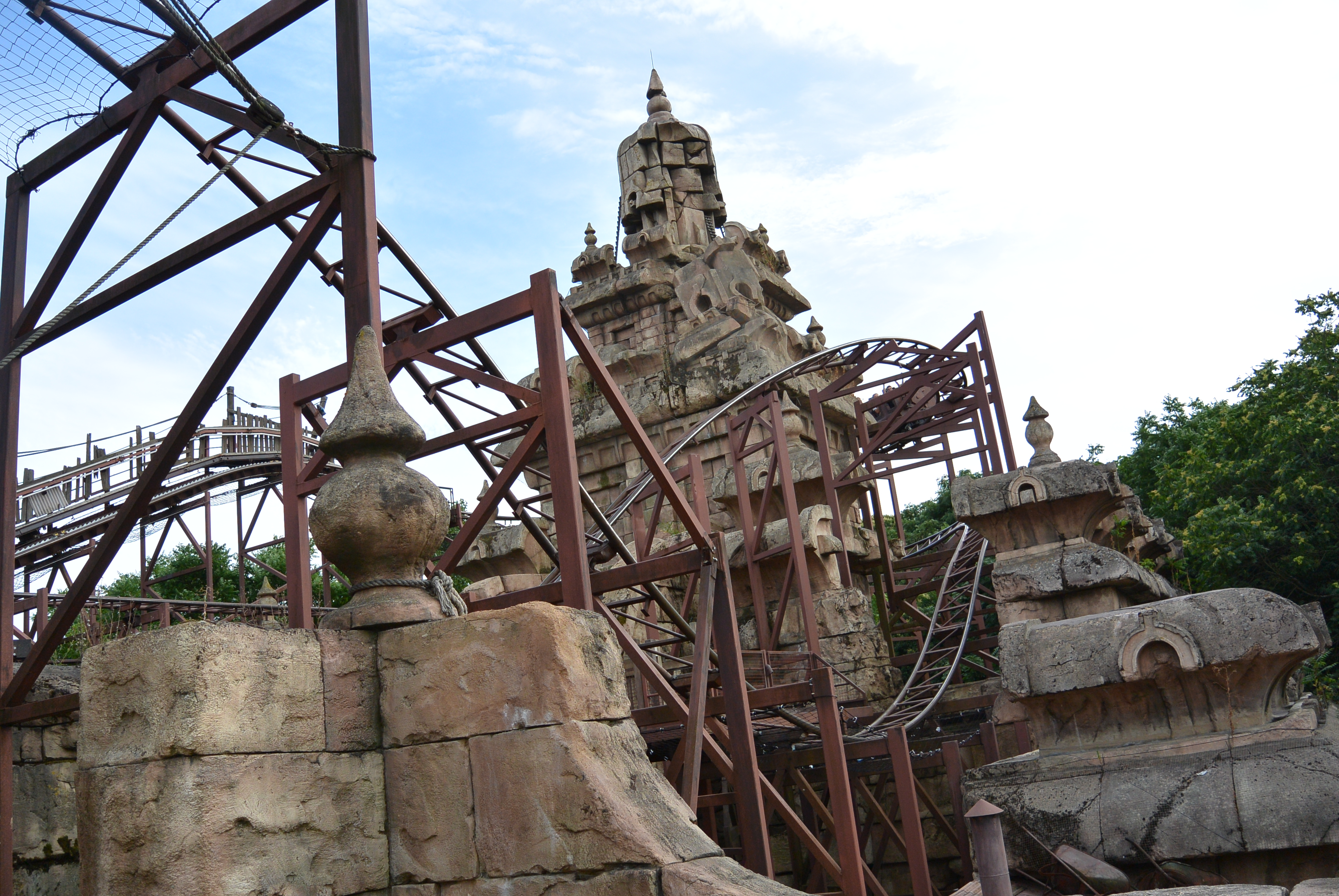
Indiana Jones et le Temple du Péril

### Adventureland
Adventureland in Disneyland Paris ist ein Themenbereich, der sich um exotische Abenteuer dreht. Die Besucher können hier von Orient zu Karibik reisen und dabei verschiedene Kulturen und Landschaften entdecken, darunter den afrikanischen Kontinent.
Der Eingang erfolgt über das Adventureland Bazaar, ein Souk, der von den Geschichten aus den Märchen aus 1001 Nacht und den Abenteuern von Sindbad dem Seefahrer inspiriert wurde. Auf der rechten Seite befand sich ursprünglich der orientalische Markt, ein überdachter Basar, der handwerkliche Waren anbot und vier Läden beinhaltete: La Reine des Serpents, L'Échoppe d'Aladin, Le Chant des Tam-Tams und Les Trésors de Schéhérazade. 1999 wurde dieser Markt jedoch in das Agrabah Café, ein Restaurant, umgewandelt. Die Trésors de Schéhérazade blieb als einzige Boutique erhalten. Auf der linken Seite des Eingangs befindet sich der Passage enchanté d'Aladdin, eine kleine Attraktion, die 1994 eröffnet wurde und auf dem Märchen von Aladdin basiert. Disneyland Paris ist einer der wenigen Disney-Parks mit einem Abschnitt im Thema des Nahen Ostens, der sich mit der Arabian Coast im Tokyo DisneySea und dem marokkanischen Pavillon in Epcot unterscheidet.
Direkt gegenüber des Eingangs beginnt der afrikanische Abschnitt von Adventureland. Hier findet man den Laden La Girafe Curieuse und das Café de la Brousse, das ein authentisches afrikanisches Flair bietet. Etwas weiter befindet sich das Hakuna Matata Restaurant, das bis 1995 als Aux Épices Enchantées bekannt war.
Der Rest von Adventureland wird von einer Flusslandschaft dominiert, die zwei Inseln, Adventure Isle und Pirates’ Island, umschließt. Die Südinsel wird von einem riesigen Baum, dem Disneyodendron der Robinson Crusoe Hütte, überragt. Unter diesem Baum befindet sich ein Netzwerk von Tunneln namens Le Ventre de la Terre. Auf der anderen Seite der Insel finden die Besucher das Colonel Hathi’s Pizza Outpost Restaurant, das früher als Explorer’s Club bekannt war. In diesem Bereich wurde 1994 auch die Achterbahn Indiana Jones et le Temple du Péril eröffnet, die erste Disney-Achterbahn mit einem Looping.
Die zweite Insel, Pirates’ Island, trägt Themen aus Peter Pan, dessen Attraktion in der Nähe von Fantasyland zu finden ist. Ein Piratenschiff des Kapitäns Hook ankert am Fuß von Skull Rock, einem markanten Felsen in Form eines Totenkopfes. Bis 2011 war hier das Restaurant Captain Hook's Galley im unteren Deck des Schiffes untergebracht, bevor das Schiff zur Attraktion umgebaut wurde. Hinter Skull Rock gibt es ein weiteres Netz von Gängen, das Ben Gunn's Cave, eine Hommage an Die Schatzinsel. Darüber befinden sich ein Aussichtspunkt und ein Rocher-Qui-Bascule, der besonders für junge Besucher ein aufregendes Erlebnis bietet. Im Jahr 2004 wurde für eine Saison der Peter Pan à la rescousse Show, ein Kampf zwischen Peter Pan und Captain Hook, auf dem Schiff aufgeführt.
Ein Hängebrücke verbindet die beiden Inseln in den Höhen von Adventureland. Ein schwimmender Brücke, geschmückt mit einem Wrack, das als das der Robinsons des Mers du Sud bezeichnet wird, führt zum Indiana Jones et le Temple du Péril. Am äußersten nördlichen Punkt von Adventureland steht ein Fort, das an die Karibik erinnert. Hier befindet sich die bekannte Attraktion Pirates of the Caribbean, das Captain Jack’s – Restaurant des Pirates und der Laden Le Coffre du Capitaine.

#### Attraktionen
- Pirates of the Caribbean: Eine Bootsfahrt, bei der Besucher auf einem vordefinierten Parcours durch karibische Kulissen fahren. Hier werden mit Hilfe von Animatronics Piratenabenteuer zum Leben erweckt.

- Indiana Jones et le Temple du Péril: Eine aufregende Achterbahnfahrt, die mit wilden Kurven und einem Looping auf das Thema von Indiana Jones und seiner Suche nach einem verlorenen Tempel abgestimmt ist.
- Adventure Isle: Ein Wander- und Entdeckungspfad, der die Besucher auf zwei Inseln führt. Zu den Highlights gehören das Piraten-Galeone und die Piraten-Strand.
- Cabane des Robinson: Eine begehbare Baumhausattraktion, die in einem künstlichen Baum errichtet ist und den Besuchern die Gelegenheit gibt, das Leben der Robinsons aus nächster Nähe zu erleben.
- Le Passage enchanté d'Aladdin: Ein kleiner Gang, der eine Reihe von Miniaturdarstellungen zeigt, die Szenen aus dem Film Aladdin nachbilden.

### Fantasyland
Fantasyland ist das Land der Märchen, in dem zahlreiche Disney-Charaktere und -Geschichten aus klassischen Animationen präsentiert werden. Im Zentrum von Fantasyland steht das Schloss der Schönen und das Biest, das zugleich das Wahrzeichen des Parks ist und von Main Street aus sichtbar ist.
Der Hauptzugang erfolgt über den Schlossplatz, wo sich das Schloss der Schönen und das Biest befindet. Der Platz wird vom Théâtre du Château dominiert, einem Freilufttheater, das saisonale Aufführungen bietet, wie z. B. für Halloween die Show "Attention… Méchants!", die die Disney-Schurken in Szene setzt.
Das Schloss selbst bietet besondere Merkmale wie einen Wassergraben, ein Zugbrücke, die nicht gerade, sondern gewölbt ist, und unterirdische Gänge, die besichtigt werden können. Im Erdgeschoss befinden sich zwei Geschäfte: La Boutique du Château, das vor allem Weihnachtsartikel verkauft, und Merlin l’Enchanteur, das sich auf Kristallobjekte spezialisiert hat. Unterhalb des Schlosses geht ein Treppenaufgang in La Tanière du Dragon, wo ein animatronischer Drache zu sehen ist. Im ersten Stock des Schlosses befindet sich die Galerie de la Belle au Bois Dormant, eine Sammlung von Fresken, Glasmalereien und Kunstgegenständen, die die Geschichte von Dornröschen erzählen.
Direkt vor dem Schloss gibt es zahlreiche Gebäude und Attraktionen. Auf der linken Seite finden sich Blanche-Neige et les Sept Nains sowie Les Voyages de Pinocchio, begleitet von den Geschäften La Chaumière des Sept Nains und La Bottega di Geppetto und dem Restaurant Au Chalet de la Marionnette. Auf der rechten Seite befinden sich die Geschäfte La Confiserie des Trois Fées, La Ménagerie du Royaume und Sir Mickey's Boutique, sowie das Restaurant L'Auberge de Cendrillon, in dem ein Nachbau des Silberwagens von Cinderella zu finden ist.
Ein weiteres Highlight ist der Carrousel de Lancelot, ein Karussell, das die Geschichte von Lancelot und der Dame vom See darstellt.
Fantasyland ist in verschiedene europäische Themengebiete unterteilt. Auf der linken Seite befindet sich eine französische und deutsche Ecke, auf der rechten Seite ist eine englische Ecke sowie ein Abschnitt, der an den Benelux-Raum erinnert.

#### Attraktionen
- Peter Pan's Flight: Man besteigt ein kleines Boot und reist durch das magische Universum von Peter Pan mit einer eindrucksvollen, inszenierten Fahrt.
- It's a Small World: Eine „Puppenhaus“-Attraktion, bei der man in einem Boot eine musikalische Weltreise unternimmt, die verschiedene Kulturen und Länder darstellt.
- Les Voyages de Pinocchio: Eine Fahrt in einem Holzauto, die in die Welt von Pinocchio eintaucht, von seiner Reise bis zu seiner Verwandlung in einen echten Jungen.
- Blanche-Neige et les Sept Nains: Eine erlebnisreiche Fahrt durch das verzauberte Land von Schneewittchen und die sieben Zwerge, bei der man auf einem Minenwagen durch den Wald fährt und auf die Hauptfiguren trifft.
- Mad Hatter's Tea Cups: Eine lustige Attraktion, bei der man in den berühmten Teetassen aus Alice im Wunderland herumwirbelt.
- Dumbo the Flying Elephant: Man fliegt auf Dumbo’s Rücken und genießt einen Panoramaausblick auf Fantasyland bei einer kleinen Luftfahrt.
- Casey Jr – Le Petit Train du Cirque: Ein kleiner Zug, inspiriert von der Geschichte von Dumbo, der einen durch das Land der Storybook Land führt und Miniaturlandschaften zeigt.
- Le Pays des Contes de Fées: Eine Bootsfahrt, die den Besucher in Miniaturdörfer entführt, die berühmte Szenen aus Disney-Klassikern darstellen.
- Château de la Belle au Bois Dormant: Das Schloss bietet zwei Geschäfte: La Boutique du Château und Merlin l'Enchanteur, sowie zwei zu besichtigende Bereiche: La Tanière du Dragon (mit einem animatronischen Drachen) und La Galerie de la Belle au Bois Dormant (mit Glasmalereien, Wandteppichen und Kunstgegenständen, die die Geschichte von Dornröschen erzählen).
- Alice's Curious Labyrinth: Ein Labyrinth im Stil von Alice im Wunderland, mit einem Schloss der Herzkönigin, das durch Heckenlabyrinthe erkundet werden kann.
- Le Carrousel de Lancelot: Ein Karussell im mittelalterlichen Stil, das auf Sir Lancelot und die Ritter der Tafelrunde anspielt und die Artus-Legende zum Thema hat.

### Discoveryland
Discoveryland ist ein Ableger des Tomorrowland aus den Disneyland-Parks, wobei die ursprüngliche Absicht darin bestand, großen europäischen Visionären wie Jules Verne oder H.G. Wells Tribut zu zollen. Seit einigen Jahren ist dieser Tribut jedoch teilweise verschwunden, da Themen wie Buzz Lightyear und Star Wars hinzukamen. Weitere Details zu diesen Transformationen finden sich in den Konzepten von Disneyland Paris.
Der Haupteingang erfolgt über den Central Plaza, wo eine Felsenlandschaft mit künstlichen Bassins und Springbrunnen die Besucher empfängt. Diese Felsen sollen kinetische Energie erzeugen und den Besucher anregen, weiterzugehen. Es gibt jedoch auch einen Zugang über das Disneyland Railroad, mit einem Halt an der Discoveryland Station.
Der erste Gebäude links des Eingangs beherbergt einen Laden und eine Attraktion. Von 1992 bis 2004 war hier das "Visionarium" untergebracht, ein 360°-Kino, das große Visionäre wie Jules Verne und H.G. Wells darstellte und sie an der Weltausstellung 1900 in Paris traf. 2006 wurde die Attraktion durch "Buzz Lightyear's Laser Blast" ersetzt, eine interaktive Omnimover-Fahrt im Toy Story-Universum. Der Weg führt dann zu einem Platz, auf dem sich die Attraktion "Orbitron" befindet, ein Karussell mit Raketen, das von einem riesigen Mobile mit Planeten gekrönt wird.
Links des Platzes befindet sich das Gebäude von Videopolis, das aus einem Theater (Videopolis Theater) und einem Fast-Food-Restaurant mit Blick auf die Bühne (Café Hyperion) besteht. Der Eingang ist beeindruckend, da ein Luftschiff namens Hyperion über dem Gebäude schwebt, inspiriert vom Film "L'Île sur le toit du monde" (1974). Das Videopolis Theater zeigt Filme, Cartoons und Shows im Industriestil des 19. Jahrhunderts. Der zweite Eingang führt in den zentralen Hallenbereich, die Arcade Alpha und Beta, die früher als technologische Ausstellungen dienten und ab 1998 zu Spielhallen wurden.
Rechts vom Platz erstreckt sich die Attraktion "Autopia", eine Retro-Futurismus-Autofahrt. Neben "Autopia" befindet sich der "Les Mystères du Nautilus", eine Nachbildung des Nautilus aus der Disney-Adaption von "20.000 Meilen unter dem Meer" (1954).
Am Ende des Platzes, hinter dem Orbitron, ragt das imposante Space Mountain auf. Die ursprüngliche thematische Ausrichtung von 1995 bis 2005 war "De la Terre à la Lune", inspiriert von Jules Vernes gleichnamigem Roman. Später wurde es zu "Space Mountain: Mission 2", mit dem Ziel, das Universum bis an seine Grenzen zu erforschen. 2017 erhielt die Attraktion ein neues Thema und wurde zu "Hyperspace Mountain", das die Besucher in das Star-Wars-Universum entführt.

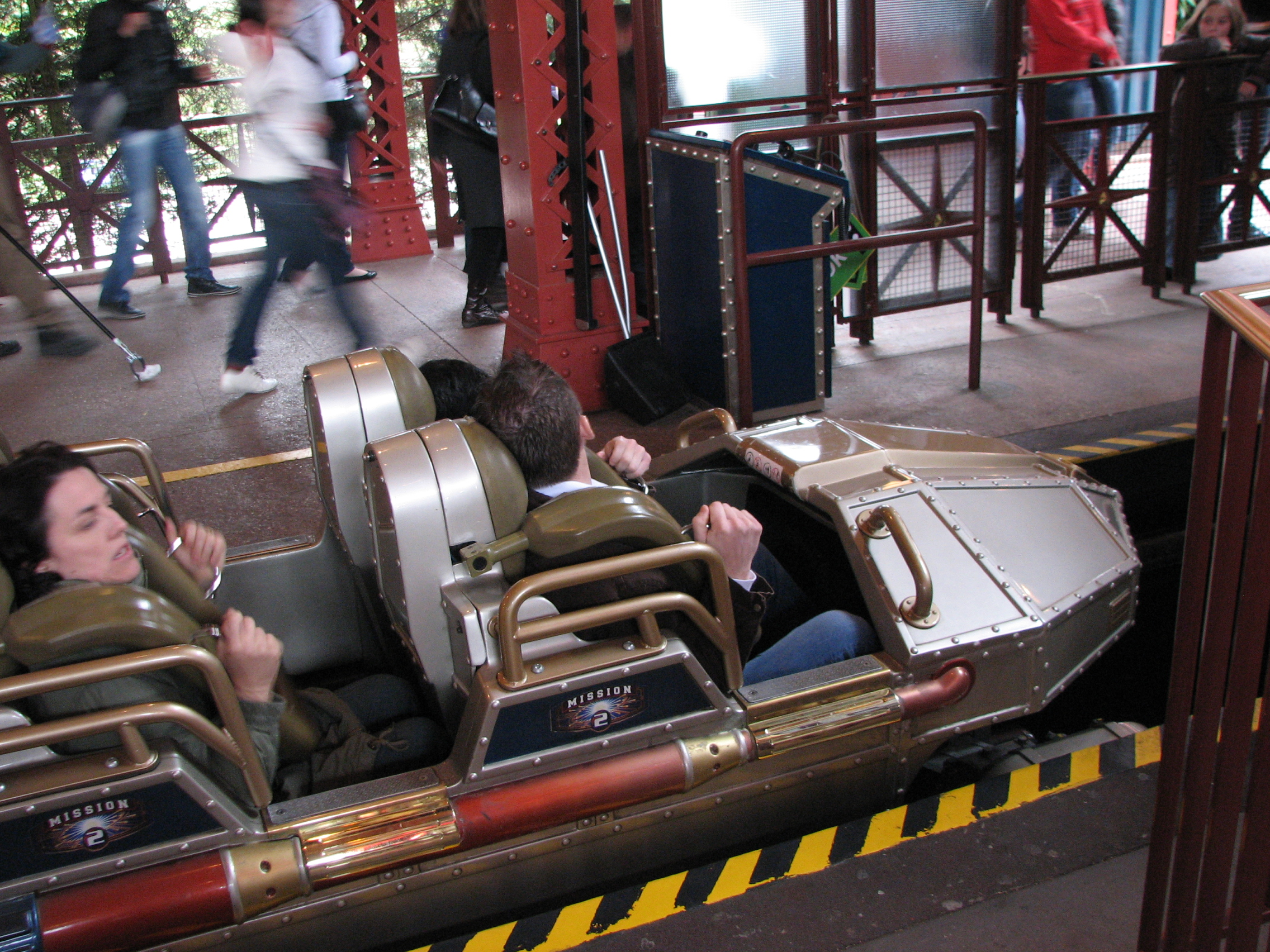
Star Wars Hyperspace Mountain

Hinter Space Mountain und Videopolis verändert sich das "Vernische" Thema und wird moderner. Ein schwarzes, graues und blaues Gebäude mit einem großen X-Wing beherbergt den Starport, einen Treffpunkt mit Star-Wars-Charakteren, einschließlich Darth Vader. Dahinter befindet sich "Star Tours: The Adventures Continue", eine Attraktion, die mit einer futuristischen Eingangspforte versehen ist. Weiter links, nahe dem Eingang, führt eine Rampe zur Discoveryland Station des Disneyland Railroads.
Rechts vom Starport findet sich der 3D-Film "Mickey et son Orchestre PhilharMagique". Zuvor war hier "Captain EO", ein 3D-Film mit Michael Jackson als Raumschiffkapitän. "Captain EO" wurde 1999 durch "Chérie, j'ai rétréci le public" ersetzt. Nach Michael Jacksons Tod wurde "Captain EO" als Hommage wiedereröffnet, bevor es 2015 endgültig geschlossen wurde. Danach wurde das "Discoveryland Theatre" zu einem neuen Raum, der zunächst "Ant-Man Sneak Peak" und dann das "Disney & Pixar Short Movie Festival" präsentierte.
Vor kurzem wurde die ehemalige Toy Story-Pizzeria, "Buzz Lightyear's Pizza Planet", geschlossen. Der Weg führt schließlich um Space Mountain zurück zum "Nautilus"-Lagunengebiet.

#### Attraktionen
- Star Wars Hyperspace Mountain: Eine geschlossene Achterbahn mit Star-Wars-Thema, die den Besucher in die Weiten des Weltalls entführt.
- Star Tours: L’Aventure Continue: Ein Flug-Simulator mit über 60 möglichen Kombinationen, der es den Gästen ermöglicht, an Bord eines Raumschiffs aus dem Star-Wars-Universum zu gehen und eine spannende Weltraumreise zu erleben.
- Buzz Lightyear Laser Blast: Ein interaktive Attraktion, bei der die Besucher in einem Wagen sitzen und mit einem Laserstrahler auf Ziele schießen, um Punkte zu sammeln. Das Thema basiert auf Toy Story.
- Mickey et son Orchestre PhilharMagique: Ein 3D-Film im Discoveryland-Theater, der die Zuschauer mitten in die größten Disney-Klassiker entführt, begleitet von Mickeys magischem Orchester.
- Autopia: Die Gäste fahren mit futuristischen Autos, die von den 1930er-Jahren inspiriert sind, und erleben eine aufregende Fahrt auf einer speziell angelegten Strecke.
- Orbitron: Eine Attraktion, bei der die Besucher in kleine Raumschiffe steigen und ihre Flughöhe selbst steuern können, während sie durch eine Reihe von Robot-Planeten fliegen.
- Les Mystères du Nautilus: Eine begehbare Nachbildung des legendären U-Boots Nautilus, inspiriert von Jules Vernes 20.000 Meilen unter dem Meer.

## Shows, Paraden und Events

### Musicals
- La Belle et la Bête – von 1992 bis 1996
- Le Livre Magique de Mickey – von 1992 bis 1996
- C'est Magique – von 1992 bis 1994
- Disney Classic : La Musique et la Magie – von 1996 bis 1998
- Mulan, la légende – von 1998 bis 2002
- Mickey's Show Time – von 2002 bis 2004
- La Légende du Roi Lion – von 2004 bis 2009
- Pocahontas, le spectacle – von 1995 bis 1998
- Tarzan, la rencontre – von 2000 bis 2012
- Le Noël de Mickey – von 1992 bis 2006
- Winnie l'Ourson et ses amis – von 1998 bis 2005
- Mickey et la Magie de l'hiver – von 1998 bis 2012
- La Colonie de Vacances de Dingo – von 2009 bis 2010

### Paraden am Tag
- Disney Classics Parade (1992 bis 1997): Eine Parade, die die klassischen Disney-Filme und -Charaktere mit großen Wagen und spektakulären Darbietungen präsentierte.
- Die Aladdin Parade (1993): Eine Parade, die auf dem Film Aladdin basierte und die Charaktere des Films in einer beeindruckenden Prozession zeigte.
- Disney's California Dream (1997 bis Frühling 1998): Eine Parade, inspiriert von der kalifornischen Kultur, mit Musik und Elementen, die die typischen Merkmale Kaliforniens darstellten.
- Disney ImagiNations Parade (31. Dezember 1999 bis März 2001): Eine spezielle Parade zum Jahrtausendwechsel, die verschiedene Disney-Welten in einer fantasievollen Darbietung zusammenführte.
- Disney Toon Circus (2001): Eine Parade mit Disney-Charakteren aus Animationsfilmen, die ein Zirkusthema beinhaltete.
- Die Parade des Wundervollen Disney-Welt (The Wonderful World of Disney Parade): Vom 30. März 1998 bis 1999 und dann von 2003 bis zum 23. März 2007. Diese Parade zeigte Szenen aus Disney-Filmen und Park-Attraktionen und feierte die magische Welt von Disney.
- Disney's Once Upon A Dream (24. März 2007 bis 25. März 2012): Eine märchenhafte Parade, die Disney-Charaktere in den Mittelpunkt stellte und die Besucher in eine Welt der Träume entführte.
- Disney Magic On Parade (26. März 2012 bis 26. März 2017): Eine Parade, die die magische Welt von Disney feierte, mit beeindruckenden Wagen und Darbietungen, die von den beliebtesten Disney-Filmen inspiriert waren.
- Disney Stars on Parade (ab dem 26. März 2017): Die aktuelle Parade des Parks, die die großen Disney-Stars mit spektakulären Wagen und Tanzdarbietungen feiert.
- Der Kleine Disney-Charaktere Zug (1. April 2007 bis Anfang März 2009): Ein kleiner Zug, der durch den Park fuhr, während Disney-Charaktere mitfuhren und die Besucher unterhielten.
- Minnie’s Feierlicher Zug (28. März 2009 bis Anfang März 2010): Ein Zug, der Minnie und andere Disney-Charaktere feierlich präsentierte und eine bunte Atmosphäre schuf.
- Der Disney Dance Express (2. April 2010 bis Anfang März 2011): Eine Parade, in der Disney-Charaktere zu fröhlicher Musik tanzten und die Zuschauer in eine festliche Stimmung versetzten.
- Der Kleine Zug zum 20. Jubiläum von... (Ende September 2013): Ein kleiner Zug, der das 20. Jubiläum von Disneyland Paris feierte und den Besuchern eine besondere Atmosphäre bot.

### Nachtparaden
- Main Street Electrical Parade: vom 12. April 1992 bis zum 23. März 2003
- Disney Fantillusion: vom 5. Juli 2003 bis 2012
- Die Feuerwerke (nur in den Sommermonaten):
  - Fantasy in the Sky: von 1992 bis 2004
  - Wishes: von 2005 bis 2007
  - Les Feux Enchantés: von 2008 bis 2011

### Zeremonien
- Die Zeremonie der Märchenlichter: bis 2002 auf Town Square und von 2003 bis 2006 auf Central Plaza
- Die Bougillumination auf Central Plaza: vom 1. April 2007 bis zum 7. März 2009
- Die Disney-Schurken Halloween-Show: 2007, 2008, 2010 während der Halloween-Saison und bei den Halloween-Abenden 2007, 2008, 2010
- Die Bougillumination Enchantée: während der Weihnachts-Saison 2007 und 2008 anstelle der Bougillumination
- Minnies Weihnachtsferien: an einigen Tagen im Dezember 2007 und 2008 sowie während der Weihnachtsferien 2007/2008 und 2008/2009 und am 31. Dezember 2008
- Die Zeremonie der Weihnachtsbaumbeleuchtung (Town Square): in den 1990er Jahren und ab 2009
- Place à la Fête... mit Mickey und seinen Freunden: auf Central Plaza vom 28. März 2009 bis zum 7. März 2010

### Abendveranstaltungen
- Disney Dreams! – vom 1. April 2012 bis zum 24. März 2017 und vom 12. April 2023 bis zum 30. Mai 2024
- Disney Illuminations – vom 25. März 2017 bis zum 11. April 2023 und vom 31. Mai 2024 bis 9. Januar 2025
- Disney D-Light (Pre-Show) – vom 6. März 2022 bis zum 30. September 2023
- Disney Electrical Sky Parade (Pre-Show) – vom 8. Januar 2024 bis 9. Januar 2025
- Disney Tales of Magic – seit dem 10. Januar 2025

### Andere Veranstaltungen
- Das Festival der Narren – 25-minütiges Spektakel in Frontierland ab dem 21. Juni 1996
- Alphabet You Are – Vom 1. April 2007 bis zum 30. September 2008
- Place à la Danse... in Discoveryland – Vor dem Café Hypérion in Discoveryland vom 4. April bis 8. November 2009
- Das unglaubliche Disney-Treffen (Disney Showtime Spectacular) – Auf der zentralen Bühne am Fuße des Schlosses, vom 23. März 2010 bis zum 5. April 2011
- Die magische Feier von Mickey – Auf der zentralen Bühne am Fuße des Schlosses, vom 6. April 2011 bis zum 31. März 2012
- Sing mit uns, die Eiskönigin (Frozen Sing-Along) – Im Chapparal Theater, vom 1. Juni bis zum 13. September 2015
- Jedi-Training Akademie – In Vidéopolis, vom 11. Juli bis zum 13. September 2015
- Der Zauberwald – Im Chapparal Theater, vom 10. Februar 2016 bis zum 8. Mai 2016
- Der Zauberwald – Im Chapparal Theater, vom 1. Juli 2017 bis zum 3. September 2017
- Sing mit uns, die Eiskönigin (Frozen Sing-Along) – Im Chapparal Theater, vom 11. November 2017 bis zum 7. Januar 2018

### Feierlichkeiten
- Far West Festival (1994/1996)
- Space Festival (1995)
- Fairy Tale Festival (1996)
- Le Carnaval des Fous pour les 5 Ans du parc (1997)
- Festival der Blumen (Festival of Flowers) (1997–1998)
- Das Jahr der großen Disney-Klassiker (1998)
- California Dream Festival (1997–1998)
- Toon Circus (2001)
- Das Dschungelbuch-Karneval (2003)
- Der König der Löwen-Karneval (2004)
- Festival der afrikanischen Musik (20.–27. Juni 2004)
- Unbegrenzte Magie (2005)
- Karneval der Kinder (2005–2006)
- Die 15 Jahre von Disneyland Resort Paris vom 31. März 2007 bis Ende März 2008
- Die große Feier geht weiter vom 5. April 2008 bis Ende März 2009
- Mickeys Magische Feier vom 4. April 2009 bis 10. März 2010
- Das Jahr der neuen Generation ab dem 2. April 2010 bis 4. März 2011
- Das unglaubliche Disney-Treffen, täglich auf Central Plaza präsentiert
- Das Festival der Magischen Momente ab dem 6. April 2011 bis zum 2. März 2012
- Der 20. Geburtstag von Disneyland Paris vom 1. April bis 20. September 2012
- Verlängerung des 20. Geburtstags von Disneyland Paris vom 21. September 2012 bis 30. September 2013
- Frühlingsspaziergang (Swing into Spring) vom 5. April bis 22. Juni 2014
- Frühjahrsfestival (Swing into Spring) vom 1. März bis 31. Mai 2015
- Frozen Summer Fun vom 1. Juni bis 13. September 2015

### Eventabende
- Die Disney Halloween Nacht (seit 1997 – 31. Oktober)
- Mickeys Nicht-So-Gruselige Party (2008–2011)
- Terrorific Night (25. Oktober 2008, 30. Oktober 2010, 29. & 30. Oktober 2011, 26. & 27. Oktober 2012)
- Mickeys Prinzessinnen- und Piratenabende (1., 10., 17. und 24. Juni 2011) (Abgesagt)
- Disney Dreams! feiert Weihnachten (10. November 2013 bis 6. Januar 2014)
- Süßes oder Saures (31. Oktober 2013)

## Besucherzahlen
| Jahr | Besucher | Jahr | Besucher |
| ---- | -------- | ---- | -------- |
| 1992 | 6,80     | 2008 | 12,688   |
| 1993 | 9,80     | 2009 | 12,74    |
| 1994 | 8,80     | 2010 | 10,50    |
| 1995 | 10,70    | 2011 | 10,99    |
| 1996 | 11,70    | 2012 | 11,20    |
| 1997 | 12,60    | 2013 | 10,43    |
| 1998 | 12,50    | 2014 | 9,94     |
| 1999 | 12,50    | 2015 | 10,36    |
| 2000 | 12,00    | 2016 | 8,40     |
| 2001 | 12,20    | 2017 | 9,66     |
| 2002 | 10,30    | 2018 | 9,843    |
| 2003 | 10,20    | 2019 | 9,745    |
| 2004 | 10,20    | 2020 | 2,620    |
| 2005 | 10,20    | 2021 | 3,500    |
| 2006 | 10,60    | 2022 | 9,930    |
| 2007 | 12,00    | 2023 | 10,400   |